# 주쿄권

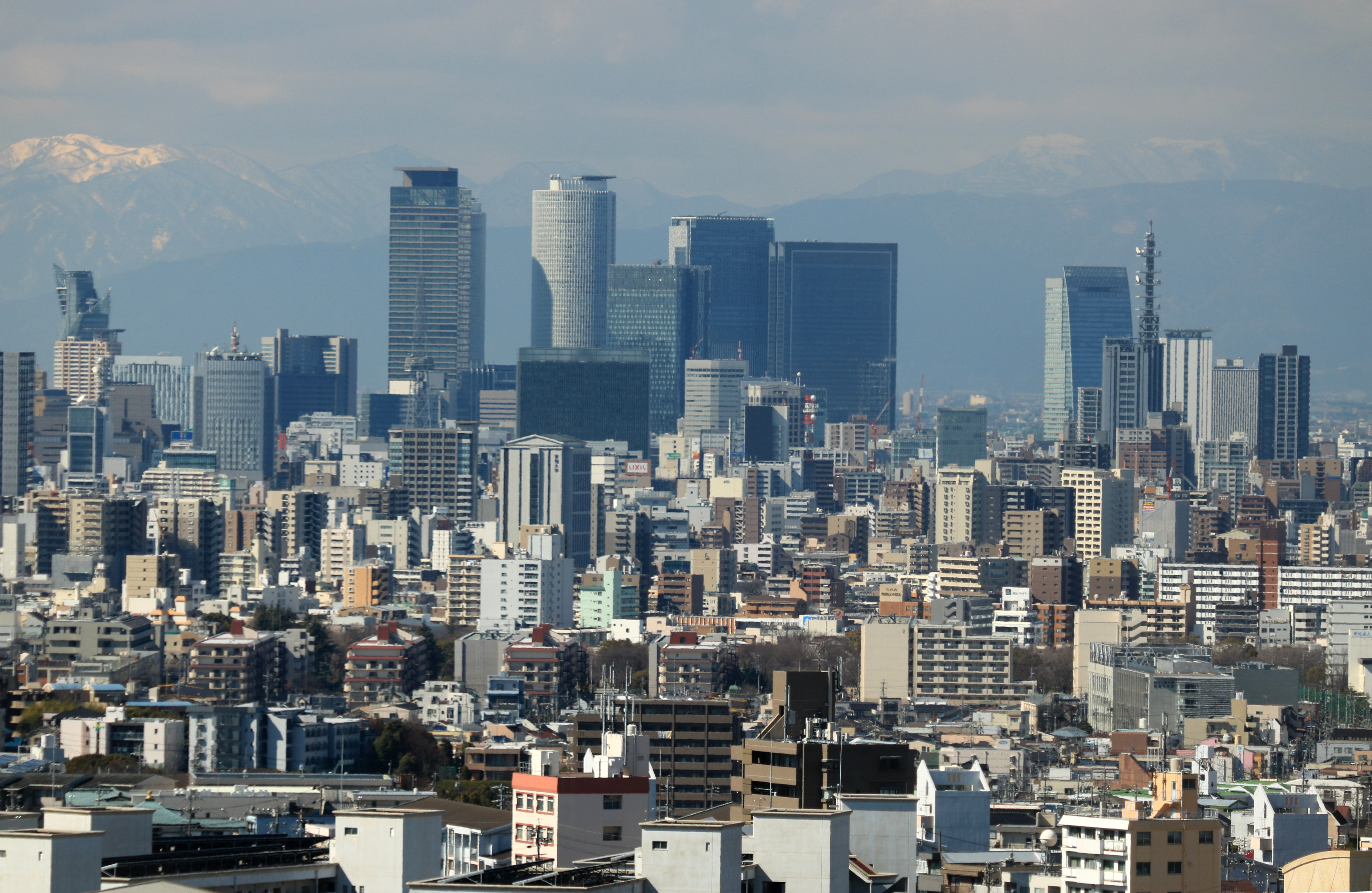
주쿄권의 중심 나고야

주쿄권(일본어: 中京圏/ちゅうきょうけん, 문화어: 쥬꾜권)은 일본 나고야시를 중심으로 하는 도시권을 가리킨다. 나고야권이나 나고야 대도시권, 주쿄 광역권이라고도 한다. 중심도시는 나고야이며, 나고야를 중심으로 한 주쿄권의 인구는 10,105,000명(2018년 기준)이다. 한국으로 치면 대구경북 또는 대경권에 해당된다.

## 명칭
주쿄(中京)란 나고야가 도쿄와 교토의 사이에 위치하고 있는 것에 착안하여, 메이지 시대부터 나고야 시를 주쿄라고 불렀던 것에서 유래되었다. 원래는 나고야 시민들이 나고야가 도쿄나 교토와 비슷한 대도시라는 자부심을 가지고 칭하던 명칭이었지만, 오늘날에는 주쿄라는 명칭처럼 대도시로 발전했기 때문에, 일반적으로 퍼져 현재까지 쓰이고 있다.

## 특징
키소 3천 유역에 발달한 지역을 기반으로 형성되었다. 아이치현의 현청소재지인 나고야시를 중심으로, 문화권이나 경제권이 확립되면서 아이치현·미에현·기후현에 걸친 지역이 일명 주쿄권(나고야권)으로 칭하게 되었다. 이들 지역은 행정·경제·문화 등의 여러 가지 면에서 나고야 시를 축으로 한 집중현상이 현저하게 드러난다.

## 범위
경제나 문화 등에서 나고야시의 영향력을 현저하게 받으며, 인구의 교류가 크게 나타나는 지역을 일명 나고야 대도시권 또는 주쿄 대도시권이라고 한다.
이러한 대도시권의 범위는 통계자료에 따라 여러 가지로 나타나지만, 대개 나고야 시를 중심으로 하는 통근권이나 구매권을 기준으로 한다. 가나야마 역 근처를 중심으로 반경 약 40킬로미터 권역을 지칭하는 등이었지만, 근래에는 JR 도카이·도카이도 본선·주오 본선·메이테쓰 나고야 본선 등의 철도망이나 교통망, 정보통신망 등이 발달과 함께 나고야 시의 영향력이 증가하면서 대도시권의 범위도 확대되고 있다.
주쿄 대도시권
총무성 통계국의 인구 조사 통계에서 이용되는 권역으로, 15세 이상 인구 중 나고야 시로 통근·통학하는 인구의 비율이 해당 시정촌 상주 인구의 1.5퍼센트 이상이며 나고야 시와 접하고 있는 주변 시정촌을 가리키는 범위를 설정하고 있다. 일본의 도시권 참조.
주쿄 경제권
물류나 자본의 동향을 지표로 하는 광역권. 특정한 범위는 없지만, 대체로 아이치현의 전역과 미에현의 일부 지역을 제외한 나머지 지역, 기후현 남부, 시즈오카현 서부, 나가노현 남부와 기소군 정도가 포함된다. 경제권 또한 여러 가지 요인으로 말미암아 확대되는 경향이 있다. 나고야 시의 경제계나 기업에서는 주부 경제권(아이치 현, 기후 현, 미에 현, 시즈오카 현의 일부)이라는 용어를 사용하기도 한다.
주쿄 교통권
나고야역을 중심으로 반경 40킬로미터 이내의 지역을 가리킨다. 수도 교통권, 게이한신 교통권과 더불어 3대 도시교통권으로 국토교통성 관련 통계에 자주 이용된다.
주쿄 광역권
광역 지상파 방송권의 하나로, 아이치현, 기후현, 미에현 지역을 가리킨다(도카이 TV, 주쿄 TV, 나고야 TV, CBC 주부닛폰방송, TV 아이치 등).
주쿄 지방
국토지리원을 비롯한 여러 가지 공공기관 등 때에 따라 폭넓게 이용되는 용어지만, 명확·엄밀한 구역 설정은 없는 용어이다.

## 경제
태평양 벨트 상에 위치하고 있으며, 이세 만 부근에는 주쿄 공업지대가 형성되어 있다. 특히 아이치현의 중부 지방에는 ‘도요타 왕국’이라고 불릴 정도로 토요타 자동차의 영향력이 매우 강하며, 토요타 자동차를 따라 시의 이름을 바꾼 아이치현 도요타시 도요타 정 1번지에는 토요타 자동차 본사가 위치하고 있다.

### 경제권 구상
근래에는 나고야시를 중심으로 하는 반경 100킬로미터 이내의 지역을 ‘그레이터 나고야’라는 명칭으로 통일하고, 해외 기업을 적극적으로 유치해, 세계적인 규모의 산업 집적지역으로 육성하는 것을 목표로 하는 대나고야 경제권 구상도 있어 그레이터 나고야 이니티에이티브(GNI)라고 불린다. (관련 페이지)

## 인구
| 연도 | 인구      | ±%     |
| ---- | --------- | ------ |
| 1950 | 2,237,000 | —      |
| 1960 | 4,297,000 | +92.1% |
| 1970 | 6,603,000 | +53.7% |
| 1980 | 7,777,000 | +17.8% |
| 1990 | 8,407,000 | +8.1%  |
| 2000 | 8,740,000 | +4.0%  |
| 2010 | 9,107,414 | +4.2%  |
| 2020 | 9,552,132 | +4.9%  |

## 같이 보기
- 중일본
- 주부 지방
- 나고야시
- 태평양 벨트
- 주쿄 공업지대
- 주쿄권 지사회의
- 그레이터 나고야 이니티에이티브